# 新利根川橋
新利根川橋（しんとねがわばし）とは、茨城県猿島郡五霞町と茨城県猿島郡境町との間の利根川（赤堀川）を渡る、国道4号春日部古河バイパスの橋である。

## 概要
1981年（昭和56年）4月7日に日本道路公団が建設し、20年の償還期間を設けた有料道路として、往復2車線の暫定供用を開始した。2001年（平成13年）4月7日に無料開放され、国道4号春日部古河バイパスの一部として管理されている。なお橋脚・橋台等の下部工は竣工時から往復4車線分準備していたものの、長らく暫定2車線のままであった。その後、圏央道の建設工事に並行する形で、4車線化工事を実施し、2015年（平成27年）3月27日に4車線化された。
そもそも架橋の目的としては、上流にある利根川橋の交通量軽減であった。しかし、有料橋だった当時、通行料金を嫌って、所要時間がさほど変わらない下流の境大橋へ迂回する車両が殆どであった。こうした事情から、当初は建設費用と用地費用の129億円を通行料金で徴収する計画であったが、結果として計244億円の債務を抱えたまま償還が破綻した。

## 構造
- 鋼3連続桁橋×3 （9径間）（4車線）

## 隣の橋
- 利根川
（上流） - 利根川橋 - 東北新幹線利根川橋梁 - 新利根川橋 - 圏央利根川橋 - 境大橋 - （下流）